# كلينبوتيرول
كلينبوتيرول Clenbuterol (يرد 'Clen' للتبسيط)، ليس ستيروئيد وإنما مقلد ودي Sympathomitetic لـB2 ومنبه للجهاز العصبي المركزي CNS. هو مقلد اتتقائي ينبه مستقبلات B2 الادرنرجية، يستعمل في بلدان معينة كموسع قصبي لعلاج الربو، وهو ليس في المملكة المتحدة والولايات المتحدة الأمريكية، وذلك نتيجة عمره النصفي الطويل في الدرجة الأولى.

## استخدام البشري
تمت الموافقة على مادة الكلينبيوترول لاستخدامها في بعض البلدان، مجانا أو عن طريق وصفة طبية، بوصفها موسع قصبي لمرضى الربو.

### الشكل القانوني
على مادة الكلينبيوترول ليست مكونا في أي دواء علاجي معتمد من قبل الولايات المتحدة إدارة الغذاء والدواء and is now banned for اللجنة الأولمبية الدولية-tested athletes. في الولايات المتحدة، حظرت إدارة كلينبوتيرول على إعطائه أي حيوان يمكن استخدامه كغذاء للاستهلاك البشري من جانب إدارة الاغذية والعقاقير
يجرّع الكلينبوتيرول بالميكروغرام (mcg/µg)، الأكثر شيوعا في المضغوطات، على الرغم من وجود أشكال جرعية أخرى لإيتائه مثل السوائل، والبخاخات الأنفية والأشكال القابلة للحقن.

### دواء لفقدان الوزن
- يستخدم الرياضيون والمهتمون بكمال الأجسام هذا الدواء لما له من آثار مولدة للحرارة ومضادة للاستقلاب. ويعود ذلك لقدرته على إحداث زيادة طفيفة في حرارة الجسم الأساسية، وبالتالي زيادة مصروف السعرات الحرارية (الطاقة). و يعقتد أن زيادة 1 °F تحقق حوالي 5% زيادة في السعرات الحرارية المحروقة.[5]

تشير الدراسات على الثروة الحيوانية إلى أن الكلينبوتيرول يملك أيضا خصائص ابتنائية. على أية حال، لا ينطبق ذلك على البشر، ويعتقد أن ذلك يعود إلى طبيعة افتقار البشر لمستقبلات بيتا 3 التي تزيد إنتاج الأنسولين والحساسية تجاهه.

## التأثيرات الجانبية

### الآثار الجانبية والآثار المحتملة
إن الآثار الجانبية معتمدة على الجرعة، رغم أن معظم المستخدمين سيجدون أنها ستهدأ مع الاستخدام المستمر. وينصح بالحذر عند استخدام الكلينبوتيرول بالمشاركة مع ناهضات مستقبلات الأدرينالجية لاحتمالية تراكم الآثار الجانبية. ولهذا السبب لاينصح بشكل عام باستخدام الافدرين (الايفدرا) أو ECA (الإفدرين، كافيئين، أسبرين) مع clen.

### الآثار الجانبية الشائعة للكلينبوتيرول
- صداع، رعاش عضلي (خاصة في اليد)، تشنج عضلي، عصبية، أرق، تعرق، زيادة الشهية، غثيان، خفقان، ارتفاع ضغط الدم، يمكن أن يحدث تضخم في القلب حيث يمكن أن يستهدف القلب وألياف العضلات الملساء
- لوحظ وجود تنخر العضلة القلبية على حيوانات التجربة
- بالنظر إلى الآثار الجانبية المذكورة أعلاه، فمن الواضح أن أي شخص يعاني من مشاكل قلبية و / أو ارتفاع ضغط الدم لا ينبغي له استخدام المنبهات مثل كلينبوتيرول ويجب مراقبتها بحذر عند الأشخاص اللذين يستخدمون مركبات مماثلة في علاج مثل هذه الحالات الطبية.

بالإضافة إلى ذلك، هناك القليل جدا من المعرفة حول تأثير الجرعات فوق الفيزيولوجية على القلب البشري.

## الجرعات المستعملة بشكل شائع
- من المعروف جيداً أن استعمال كلينبوتيرول ينتج تنظيم خافض سريع لمستقبلات بيتا 2. هذا بسبب التأثير المنبه القوي للدواء. لذلك فإن استعمال كلين غير مبرر لفترات طويلة دون فاصل. البعض يعتقد بأن جدول تجريع يومين إعطاء، يومين إيقاف سوف يسمح بإمكانية كافية للمستقبلات بأن تقوم بالتنظيم الرافع.

على كل حال، أشك بأن يكون هذا هو الحال بسبب طول العمر النصفي نسبياً لـ كلين (clen) ، مما ينتج تنبيه مستمر حتى طوال أيام إيقاف الدواء. هناك نظام أفضل بكثير وهو حلقة أسبوعين إعطاء، أسبوعين إيقاف. تصل مستويات البلازما القصوى حوالي 2-3 ساعات بعد الإعطاء الفموي، وعمر النصف النهائي عند 34 ساعة ( زيمر Zimmer،1976).
- يوصى بزيادة الجرعة تدريجياً كمحاولة للحد من الآثار الجانبية الشديدة. الأكثر شيوعاً، أن يبدأ المستعمل بأخذ قرص واحد 20 ميكروغرام في اليوم الأول، متبوعاً بزيادة قرص واحد في الأيام التالية. تبعاً لمستويات التحمل الشخصية، جرعة 140 ميكروغرام ( 7 أقراص) سوف تستخدم في اليوم السابع، وهذا المستوى يجب أن يبقى لكامل الأسبوع الثاني. لن يكون مثمراً أن يتم تجاوز سبعة أو ثمان أقراص يومياً بسبب زيادة إشباع المستقبلات. لا يوجد حاجة للإنقاص التدريجي.

للحلقة التالية من كلين ( أي الأسبوعين 5 و 6)، فلا يوجد حاجة لزيادة الجرعة تدريجياً من قرص واحد كما هو مستوى تحملك يجب أن يكون معروفاً الآن. كمثال، إذا كان المستعمل قد أنهى الحلقة الأولى من كلين بـ 7 أقراص، فمن الممكن أن يعاودوا بحرعة أخفض قليلاً هي 4 أو 5، وزيادة تدريجية مرة أخرى بدءاً من هذا المستوى. مرة أخرى بعد ذلك، سوف يحد المستعمل مرة أخرى المقدار المأخوذ إلى 7 أو 8 أقراص يومياً.
- خلال أسبوعي الإيقاف، يمكن استعمال ECA (ايفدرين،كافئين، أسبرين) عند الحاجة. ECA لن يسبب تنظيم خافض واضح ونزع حساسية المستقبلات، بالتأكيد ليس بسبب مدى كلين. يمتلك ايفدرين عمر نصفي قصير بعكس كلين مما يؤدي إلى أوقات على طول اليوم بحيث تكون مستقبلات بيتا تتعافى جزئياً من التنبيه المتواسط بالأدرينالين والنورأدرينالين.

الفاعلية أيضاً أضعف بكثير من فاعلية كلين، كونه ليس ناهضاً نوعياً. يعتقد أيضاً بأن الايفدرين يزيد الانقلاب داخلي المنشأ/خارجي المنشأ T4 إلى T3 من خلال تفعيل الأنزيم النازع لليود المسؤول عن هذه العملية. هذا مهم حيث أن كلين معروف بأنه يبطئ معدل انقلاب T4 إلى T3. وكملاحظة جانبية، فإن بعض لاعبي كمال الأجسام سوف يستخدمون T3 في وقت واحد مع قاطعات حلقة كلينبوتيرول/ECA ( معاً مع ستيروئيد ابتنائي/اندروجيني بدون شك!) كمحاولة لإبقاء المستويات البلازمية لـ T3 على الأقل.
حلقات كلين/ECA محدودة بشكل طبيعي إلى 12 أسبوع ككل، ويعتقد بأنها حتى أقصر من ذلك.
الجرعات الأنثوية تميل إلى أن تكون أخفض قليلاً من جرعات المستعملين الذكور، ( كحد أعلى 80-120 ميكروغرام) 4-6 أقراص.
- علاوة على خصائصه الحارقة للدهون، يستخدم كلين عادة كمضاد تقويض للمحافظة على المكتسب العضلي التالي لحلقة ستيروئيد. جرعة 40 ميكروغرام يومياً ستكون مناسبة لهذه الحالة.
- لا يوجد متطلبات خاصة لتقسيم الجرعة على طول اليوم بسبب العمر النصفي الطويل. الأغلبية سوف يأخذون الجرعة اليومية الكاملة في الصباح، على الرغم من أن البعض يفضلون أخذ جرعتهم قبل النوم مباشرةً كمحاولة لتجنب معظم التأثيرات الجانبية حين ينامون. بعض تفسيرات المستعملين تقتراح بأن تقسيم الجرعة ممكن أن يخفض من التأثيرات الجانبية قليلاً. جوهرياً فإنها عملية تجربة وخطأ لتأكيد أي من المنهجين يناسبك شخصياً.

## التشنج العضلي
التشنج أثناء استخدام كلينبوتيرول هو أحد أكثر الآثار الجانبية شيوعا إلى حد ما. هذا على الأرجح بسبب استنفاد الحمض الأميني التورين في الكبد جنبا إلى جنب مع نقص شوارد الصوديوم والبوتاسيوم فضلا عن عدم كفاية الماء. التورين يساعد على استقرار أغشية الخلايا ومنع الأعصاب من أن تصبح مفرطة النشاط. تظهر بعض الدراسات أن إعطاء مكملات التورين يخفف من تشنجات العضلات المؤلمة. وجد باحثون يابانيون أن الفئران الممارسة للتمارين بشكل مطول يتم خسارة زيادة من التورين من عضلاتهم (ماتسوزاكي وآخرون، 2002).

### يمكن تخفيف أعراض التشنج عن طريق
- أكل الفاكهة لا سيما الموز.
- ضمان الإماهة الكافية.
- مكملات التورين - 3-5غ يوميا
- مكملات البوتاسيوم - 200-400 مغ تؤخذ يوميا قبل النوم على معدة فارغة.

## وصلات خارجية
- Charles F. Kearns, Kenneth H. McKeever, Karyn Malinowski, Maggie B. Struck, and Takashi Abe (2001). "Chronic administration of therapeutic levels of clenbuterol acts as a repartitioning agent". J Appl Physiol. ج. 91 ع. 5: 2064–2070. PMID:11641345. مؤرشف من الأصل في 2010-03-11.{{استشهاد بدورية محكمة}}:  صيانة الاستشهاد: أسماء متعددة: قائمة المؤلفين (link)